# Левандовский, Луи
Луи Левандовский (нем. Louis Lazarus Lewandowski; 3 апреля 1821[…], Вжесня — 4 февраля 1894, Берлин) — немецкий композитор еврейского происхождения.

## Биография
С 12 лет жил в Берлине, обучаясь вокалу и фортепиано и зарабатывая певчим в синагоге. Учился у Адольфа Бернхарда Маркса, затем в Берлинской Академии музыки у Карла Фридриха Рунгенхагена и Эдуарда Греля.
С 1840 года и до последних дней жизни работал кантором в берлинских синагогах, в том числе в Новой синагоге со времени её сооружения в 1866 году Левандовскому принадлежит широкий круг еврейской религиозной музыки, частично основанной на средневековом музыкальном материале; основные из этих сочинений вошли в сборники «Голос ликования и молитвы» (Kol Rinna U-Tefillah, 1871) и «Благодарение и пение» (Todah Ve-Zimrah, 1876—1882, в 2 тт.). Считавшийся утерянным манускрипт «18-ти литургических псалмов для солистов, смешанного хора и органа» был обнаружен и подготовлен к публикации Андором Ижаком в 1995 году и выпущен им же на лейбле Deutsche Grammophon в 2020 году.
Луи Левандовский и его жена Элен похоронены на Еврейском кладбище Вайсензе.

## Семья
- Дочь Марта (1860—1942) была замужем за философом Германом Когеном. Их познакомил племянник кантора Левандовского — доктор медицины Герман Левандовский (отец невролога Макса Левандовского), который был дружен с Когеном.
- Сын — доктор медицины Альфред Левандовский (1864—1931).